# Tumwater (Washington)
Tumwater es una ciudad ubicada en el condado de Thurston en el estado estadounidense de Washington. En el año 2000 tenía una población de 12.698 habitantes y una densidad poblacional de 492,7 personas por km².

## Geografía
Tumwater se encuentra ubicada en las coordenadas 47°0′28″N 122°54′40″O / 47.00778, -122.91111.

## Demografía
Según la Oficina del Censo en 2000 los ingresos medios por hogar en la localidad eran de $43.329, y los ingresos medios por familia eran $54.156. Los hombres tenían unos ingresos medios de $41.778 frente a los $32.044 para las mujeres. La renta per cápita para la localidad era de $25.080. Alrededor del 8,5% de la población estaban por debajo del umbral de pobreza.

## Gobierno
El Departamento Correccional del Estado de Washington tiene su sede en Tumwater.